# Sandringham

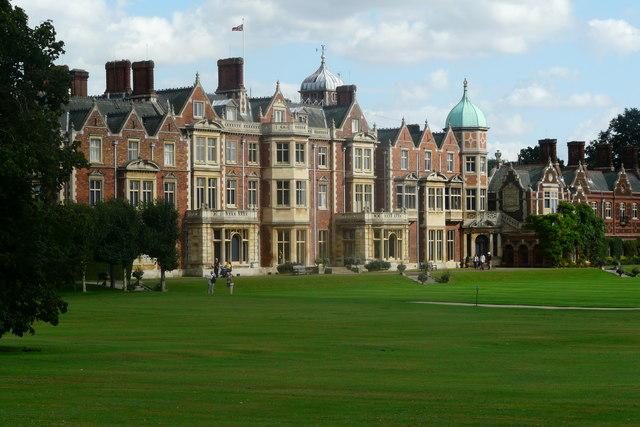
Casă în Sandringham

Sandringham este un sat și o parohie civilă din nordul comitatului Norfolk din  Anglia. Satul este așezat cam la 2 km sud de satul Dersingham, la 12 km în nordul orașului King's Lynn și la 60 km nord-vest de orașul Norwich.